# Christopher Abbott
Christopher Jacob Abbott (ur. 1 lutego 1986 w Greenwich) – amerykański aktor.

## Życiorys
Urodził się w Greenwich w Connecticut jako syn Anny (z domu Servidio) i Orville Abbotta. Ma starszą siostrę Christinę. Jego ojciec był pochodzenia portugalskiego, a matka miała korzenie włoskie. Dorastał w Stamford. Pracował w lokalnym sklepie wideo i w winiarni swojego przyjaciela. Uczęszczał do Norwalk Community College, gdzie brał udział w zajęciach teatralnych i został zainspirowany do kontynuowania tego jako kariery. W 2006 przeniósł się do Nowego Jorku i rozpoczął studia aktorskie w HB Studio.
W 2007 zadebiutował w roli Geoffreya Exleya w produkcji off-broadwayowskiej Zdecydowana większość. W 2011 po raz pierwszy trafił na Broadway jako Ronnie Shaughnessy w komedii Dom niebieskich liści u boku Bena Stillera i Edie Falco.
Znany głównie z roli Charliego Dattolo w serialu komediowym HBO Dziewczyny. Zagrał także kapitana Yossariana w miniserialu Paragraf 22, na podstawie powieści Josepha Hellera, za którą to otrzymał nominację do Złotego Globu dla najlepszego aktora w serialu limitowanym lub filmie telewizyjnym.

## Filmografia
- 2009: Siostra Jackie (Nurse Jackie) jako Andy Singer (gościnnie)
- 2010: Prawo i porządek: Zbrodniczy zamiar (Law & Order: Criminal Intent) jako Kyle Wyler (gościnnie)
- 2011: Martha Marcy May Marlene jako Max
- 2011-2013: Iluminacja (Enlightened) jako Travis (gościnnie)
- 2012: Witaj, muszę lecieć (Hello, I Must Be Going) jako Jeremy
- 2012: Art Machine jako Cap'n Tar
- 2012-2016: Dziewczyny (Girls) jako Charlie Dattolo
- 2013: All That I Am jako Christian
- 2014: The Sleepwalker jako Andrew
- 2014: Rok przemocy (A Most Violent Year) jako Louis Servidio
- 2015: James White jako James White
- 2015: Ryzykowny układ (Criminal Activities) jako Warren
- 2016: Whiskey, Tango, Foxtrot jako Fahim Ahmadzai
- 2016: Katie się żegna (Katie Says Goodbye) jako Bruno
- 2017: Grzesznica (The Sinner) jako Mason Tannetti
- 2017: Sweet Virginia jako Elwood
- 2017: To przychodzi po zmroku (It Comes at Night) jako Will
- 2018: Tyrell jako Johnny
- 2018: Piercing jako Reed
- 2018: Pierwszy człowiek (First Man) jako David Scott
- 2018: Vox Lux jako dziennikarz
- 2019: FULL-Dress jako Nick/Chris
- 2019: Paragraf 22 (Catch 22) jako kapitan John Yossarian
- 2020: Czarny niedźwiedź (Black Bear) jako Gabe
- 2020: Possessor jako Colin Tate
- 2020: Świat, który nadejdzie (The World to Come) jako Finney
- 2021: On the Count of Three jako Kevin
- 2021: The Forgiven jako Tom Day
- 2023: Kraven Łowca jako Foreigner[9]
- 2023: Biedne istoty jako Alfie Blessington